# Carlos Eduardo de Oliveira
Carlos Eduardo de Oliveira Alves (Ribeirão Preto, Estado de São Paulo, Brasil, 17 de octubre de 1989) es un futbolista brasileño. Juega como centrocampista y su equipo es el Botafogo del Campeonato Brasileño de Serie A.

## Carrera

### Ituano
Debutó como futbolista profesional el 21 de enero de 2009 en el Campeonato Paulista en un partido contra São Paulo arrancando como titular y jugando los 90'. En ese mismo campeonato logró acumular quince partidos en total.

### Fluminense
En el mismo año 2009 se convirtió en nuevo jugador del Fluminense, terminó jugando once partidos en total y anotando un gol, teniendo participación en la Serie A y en la Copa Sudamericana.

### Grêmio Barueri
Para el año 2010 se convierte en nuevo jugador del Grêmio Barueri. En este equipo logró sumar un total de treinta y dos partidos en el año sin anotar goles, en esta temporada tuvo participación en distintos torneos como la Serie A, el Campeonato Paulista y la Copa Sudamericana.

### Estoril
En el año 2011 se hace oficial su traspaso al Estoril de Portugal. Su debut con el club portugués fue el 29 de enero en un partido de la Copa de la Liga de Portugal ante el Sporting de Lisboa entrando de cambio al minuto 62' por Alex Alfonso.

### Shabab Al-Ahli
Para la temporada 2020-21 se hace oficial su transferencia al Shabab Al-Ahli Dubai FC.

### Al-Ahli
El 11 de enero de 2022 se hizo oficial su llegada al Al-Ahli firmando un contrato hasta 2023.

### Regreso a Brasil
En julio de 2022, tras haber rescindido su contrato con el equipo saudí, regresó a Brasil para jugar en Botafogo hasta 2024.
En su primera temporada con el Botafogo, Eduardo jugó 14 partidos, marcó tres goles y dio una asistencia. En 2023, en su segundo año en el Glorioso, destacó, con 49 partidos, 12 goles y siete asistencias, pero tuvo una gran caída de rendimiento en la recta final del Campeonato Brasileño.
En 2024, inició la temporada desafiado por la afición del Botafogo tras la pérdida del título brasileño. Aun así, marcó tres goles y brindó tres asistencias en 14 partidos hasta principios de abril de ese año.
Por un problema en el tobillo, se perdió el partido del Botafogo contra el LDU, en Quito, por los octavos de final de la Copa Conmebol Libertadores.

## Estadísticas
Actualizado el 22 de junio de 2024.
| Club                                             | Div.          | Temporada     | Liga  | Liga  | Estatal | Estatal | Copa nacional | Copa nacional | Torneo internacional | Torneo internacional | Total | Total |
| Club                                             | Div.          | Temporada     | Part. | Goles | Part.   | Goles   | Part.         | Goles         | Part.                | Goles                | Part. | Goles |
| ------------------------------------------------ | ------------- | ------------- | ----- | ----- | ------- | ------- | ------------- | ------------- | -------------------- | -------------------- | ----- | ----- |
| Ituano F. C. · Brasil                            | 1.ª           | 2009          | -     | -     | 15      | 0       | -             | -             | -                    | -                    | 15    | 0     |
| Ituano F. C. · Brasil                            | Total club    | Total club    | 0     | 0     | 15      | 0       | 0             | 0             | 0                    | 0                    | 15    | 0     |
| Fluminense F. C. · Brasil                        | 1.ª           | 2009          | 9     | 1     | -       | -       | -             | -             | 2                    | 0                    | 11    | 1     |
| Fluminense F. C. · Brasil                        | Total club    | Total club    | 9     | 1     | 0       | 0       | 0             | 0             | 2                    | 0                    | 11    | 1     |
| Grêmio Barueri · Brasil                          | 1.ª           | 2010          | 15    | 0     | 16      | 0       | -             | -             | 1                    | 0                    | 32    | 0     |
| Grêmio Barueri · Brasil                          | Total club    | Total club    | 15    | 0     | 16      | 0       | 0             | 0             | 1                    | 0                    | 32    | 0     |
| G. D. Estoril Portugal                           | 2.ª           | 2010-11       | 14    | 0     | -       | -       | 1             | 0             | -                    | -                    | 15    | 0     |
| G. D. Estoril Portugal                           | 2.ª           | 2011-12       | 23    | 1     | -       | -       | 8             | 2             | -                    | -                    | 31    | 3     |
| G. D. Estoril Portugal                           | 1.ª           | 2012-13       | 29    | 4     | -       | -       | 5             | 0             | -                    | -                    | 34    | 4     |
| G. D. Estoril Portugal                           | Total club    | Total club    | 66    | 5     | -       | -       | 14            | 2             | -                    | -                    | 80    | 7     |
| F. C. Porto Portugal                             | 1.ª           | 2013-14       | 17    | 4     | -       | -       | 6             | 1             | 6                    | 0                    | 29    | 5     |
| F. C. Porto Portugal                             | Total club    | Total club    | 17    | 4     | -       | -       | 6             | 1             | 6                    | 0                    | 29    | 5     |
| O. G. C. Niza Francia                            | 1.ª           | 2014-15       | 30    | 10    | -       | -       | 0             | 0             | -                    | -                    | 30    | 10    |
| O. G. C. Niza Francia                            | Total club    | Total club    | 30    | 10    | -       | -       | 0             | 0             | -                    | -                    | 30    | 10    |
| Al-Hilal Arabia Saudita                          | 1.ª           | 2015-16       | 18    | 14    | -       | -       | 8             | 6             | 10                   | 4                    | 36    | 24    |
| Al-Hilal Arabia Saudita                          | 1.ª           | 2016-17       | 22    | 12    | -       | -       | 5             | 1             | 8                    | 4                    | 35    | 17    |
| Al-Hilal Arabia Saudita                          | 1.ª           | 2017-18       | 8     | 6     | -       | -       | 0             | 0             | 6                    | 1                    | 14    | 7     |
| Al-Hilal Arabia Saudita                          | 1.ª           | 2018-19       | 26    | 10    | -       | -       | 2             | 1             | 10                   | 2                    | 38    | 13    |
| Al-Hilal Arabia Saudita                          | 1.ª           | 2019-20       | 22    | 12    | -       | -       | 1             | 0             | 3                    | 1                    | 26    | 13    |
| Al-Hilal Arabia Saudita                          | Total club    | Total club    | 96    | 54    | -       | -       | 16            | 8             | 37                   | 12                   | 149   | 74    |
| Shabab Al-Ahli Dubai FC · Emiratos Árabes Unidos | 1.ª           | 2020-21       | 21    | 10    | -       | -       | 7             | 2             | 10                   | 1                    | 38    | 13    |
| Shabab Al-Ahli Dubai FC · Emiratos Árabes Unidos | 1.ª           | 2021-22       | 11    | 2     | -       | -       | 1             | 0             | -                    | -                    | 12    | 2     |
| Shabab Al-Ahli Dubai FC · Emiratos Árabes Unidos | Total club    | Total club    | 32    | 12    | -       | -       | 8             | 2             | 10                   | 1                    | 50    | 15    |
| Al-Ahli Arabia Saudita                           | 1.ª           | 2021-22       | 12    | 5     | -       | -       | 1             | 0             | -                    | -                    | 13    | 5     |
| Al-Ahli Arabia Saudita                           | Total club    | Total club    | 12    | 5     | -       | -       | 1             | 0             | -                    | -                    | 13    | 5     |
| Botafogo · Brasil                                | 1.ª           | 2022          | 14    | 3     | -       | -       | -             | -             | -                    | -                    | 14    | 3     |
| Botafogo · Brasil                                | 1.ª           | 2023          | 34    | 6     | 3       | 1       | 4             | 3             | 8                    | 2                    | 49    | 12    |
| Botafogo · Brasil                                | 1.ª           | 2024          | 4     | 0     | 9       | 3       | 1             | 1             | 6                    | 2                    | 20    | 6     |
| Botafogo · Brasil                                | Total club    | Total club    | 52    | 9     | 12      | 4       | 5             | 4             | 14                   | 4                    | 83    | 21    |
| Total carrera                                    | Total carrera | Total carrera | 329   | 100   | 43      | 4       | 50            | 17            | 70                   | 17                   | 492   | 138   |

## Palmarés

### Campeonatos regionales
| Título   | Club                          | Estado         | Año  |
| -------- | ----------------------------- | -------------- | ---- |
| Taça Río | Botafogo de Futebol e Regatas | Río de Janeiro | 2023 |
| Taça Río | Botafogo de Futebol e Regatas | Río de Janeiro | 2024 |

### Campeonatos nacionales
| Título                       | Club              | País           | Año     |
| ---------------------------- | ----------------- | -------------- | ------- |
| Segunda División de Portugal | G. D. Estoril     | Portugal       | 2011-12 |
| Supercopa de Portugal        | F. C. Porto       | Portugal       | 2013    |
| Supercopa de Arabia Saudita  | Al-Hilal          | Arabia Saudita | 2015    |
| Copa del Príncipe            | Al-Hilal          | Arabia Saudita | 2015-16 |
| Copa del Rey de Campeones    | Al-Hilal          | Arabia Saudita | 2017    |
| Liga Profesional Saudí       | Al-Hilal          | Arabia Saudita | 2016-17 |
| Liga Profesional Saudí       | Al-Hilal          | Arabia Saudita | 2017-18 |
| Supercopa de Arabia Saudita  | Al-Hilal          | Arabia Saudita | 2018    |
| Supercopa de los EAU         | Shabab Al-Ahli FC | EAU            | 2020    |
| Copa Presidente              | Shabab Al-Ahli FC | EAU            | 2021    |
| Campeonato Brasileño         | Botafogo F. R.    | Brasil         | 2024    |

### Campeonatos internacionales
| Título                       | Club                          | Sede         | Año  |
| ---------------------------- | ----------------------------- | ------------ | ---- |
| Liga de Campeones de la AFC  | Al-Hilal                      | Saitama      | 2019 |
| Copa Libertadores de América | Botafogo de Futebol e Regatas | Buenos Aires | 2024 |